# Hendrix (Oklahoma)
Hendrix è un comune degli Stati Uniti d'America, situato nello Stato dell'Oklahoma, nella contea di Bryan.